# Physaliastrum
Physaliastrum es un género de plantas en la familia de las solanáceas con 8 especies que se distribuyen por Asia.

## Especies
- Physaliastrum chamaesarachoides (Makino) Makino
- Physaliastrum echinatum (Yatabe) Makino
- Physaliastrum heterophyllum (Hemsl.) Migo
- Physaliastrum japonicum (Franch. & Sav.) Honda
- Physaliastrum kweichouense Kuang & A.M.Lu
- Physaliastrum sinense (Hemsl.) D'Arcy & Zhi Y.Zhang
- Physaliastrum sinicum Kuang & A.M. Lu
- Physaliastrum yunnanense Kuang & A.M. Lu